# Hocine Aït Ahmed
Hocine Aït Ahmed (en kabyle : Ḥusin At Ḥmed, en tifinagh : ⵃⵓⵙⵉⵏ ⴰⵜ ⵃⵎⴻⴷ, en arabe : حسين آيت أحمد), né le 20 août 1926 à Aït Yahia (Ain-El-Hammam), dans l'actuelle wilaya de Tizi Ouzou, en Algérie, et mort le 23 décembre 2015 à Lausanne, en Suisse, est un homme politique algérien.
Dès l'âge de 16 ans, il rejoint le Parti du peuple algérien (PPA), dont il devint rapidement un des dirigeants les plus en vue. Membre fondateur de l'Organisation spéciale, qu'il pensa et dont il prit la direction à la mort de Mohamed Belouizdad. C'est à ce titre qu'il présente au Comité Central du parti réuni à Zeddine le rapport du même nom, où il démontra l'inéluctabilité de la lutte armée et définit les meilleurs moyens pour la réussite de celle-ci. Exilé au Caire, il fait partie des 9 dirigeants du Front de libération nationale historique dont il sera le fer de lance de la diplomatie durant toutes les années de lutte pour l'indépendance. Hocine Aït Ahmed démissionne du gouvernement provisoire de la République algérienne (GPRA) et de tous les organes du nouveau pouvoir au lendemain de l'indépendance lors de la crise dite de l'été 1962, mais garde son mandat de député à l'Assemblée constituante où il mène un travail acharné pour le pluralisme et la démocratie. Mis en minorité, il crée en septembre 1963, le Front des forces socialistes (FFS), qui réclame le pluralisme politique face au verrouillage de la vie politique imposé par le système du Parti unique.
Arrêté et condamné à mort en 1964, il s'évade de la prison d'El-Harrach le 1er mai 1966. Exilé en Suisse, il ne retourne en Algérie qu'après les émeutes de 1988 mais quitte de nouveau son pays après l'assassinat du président Mohamed Boudiaf, en 1992. 
Il revient par la suite à plusieurs reprises en Algérie, notamment à l'occasion du 50e anniversaire du déclenchement de la guerre de libération (1er novembre 1954), et lança plusieurs initiatives politiques de sortie de crise qui seront rejetées ou simplement ignorées par le pouvoir en place.

## Biographie

### Premier engagement politique et début de la lutte armée
À 16 ans, encore lycéen, il adhère au Parti du peuple algérien.  
A 22 ans, Il prend l’initiative de rédiger et de présenter au Comité central élargi du PPA à Zeddine en décembre 1948, un rapport politique et éthique décisif sur les formes et la stratégie de la lutte pour l’indépendance. Il dévoilera par la suite son contenu à l’État-major.  Désigné par le comité central du PPA au Bureau politique, il se voit confier la direction de l'Organisation spéciale (OS) en remplacement de Mohamed Belouizdad, atteint de tuberculose. 
Durant deux ans, il a mis en place – à l’échelle nationale – les structures de formation politique et militaire pour mener à bien la guerre de libération.
C’est dans ce contexte qu’il organise le braquage de la poste d’Oran, qui permit, en mars 1949, de s’emparer d’une importante somme d’argent. Le caissier Gustave Barreau s'évanouit, mais le jeune aide Raphael Fabre résiste. Belhadj Bouchaïb dit Si Ahmed lui fracasse le crâne avec la crosse de sa pistolet-mitrailleur Sten. Il devra subir une trépanation du Dr Sicard et conservera des séquelles graves. Quant au Dr Moutier séquestré dans une grotte de Gambetta pour voler sa Citroën, il sera assommé par Bouchaib, gratuitement, ligoté et frappé à coups de pied, avant de parvenir à se libérer lui même. C’est son confrère le Dr Bergalt qui pansa ses plaies. Il y eut donc effusion de sang, contrairement aux dires des acteurs.
Fin 1949, au prétexte d’un « complot berbériste », Hocine Ait Ahmed est écarté et remplacé par Ahmed Ben Bella à la tête de l’OS, dont il était le responsable en Oranie. L’OS sera découvert et dissous en mars 1950.
La découverte de l'organisation par les services de renseignement français précipite la dissolution de l'OS.

### Tournée diplomatique pour une reconnaissance internationale
Le 1er mai 1952, Aït Ahmed s'installe au Caire en Égypte. Recherché par les autorités françaises, il est désigné membre de la délégation du PPA-MTLD, en exil au Caire. Aït Ahmed insiste sur l'importance de la diplomatie pour donner une visibilité politique au niveau international du « mouvement de libération ».
Il assiste à la première Conférence des partis socialistes asiatiques, réunie en janvier 1953 à Rangoun en Birmanie. L’une des premières résolutions adoptée par cette organisation d'inspiration marxiste consiste à soutenir la lutte de libération du Maghreb. La Conférence met en place un bureau anticolonial dont le rôle, notamment, est de suivre les luttes anticoloniales auprès de l'Organisation des Nations unies (ONU).
Aït Ahmed se rend au Pakistan, en Inde et en Indonésie pour créer des comités de soutien à la cause de l'indépendance algérienne.

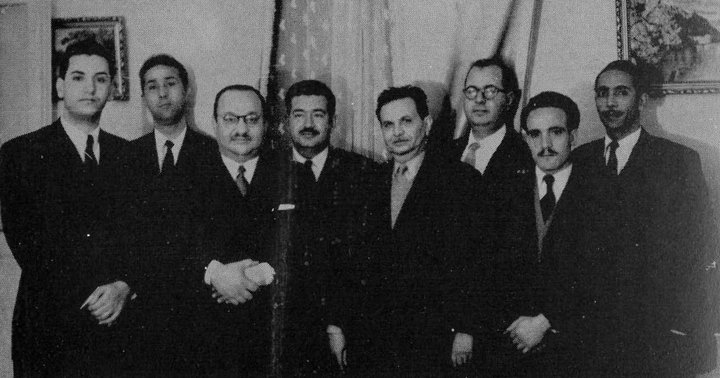
Rencontre de la délégation extérieure du FLN au Caire pour l'acheminement des armes en Algérie.

En avril 1955, il dirige la délégation algérienne à la conférence de Bandung. Les résolutions prises par cette conférence en faveur du droit à l’autodétermination et à l’indépendance des trois pays du Maghreb ont été préparées par les trois partis nationalistes (Tunisie, Maroc, Algérie) qui ont su mener une action commune sur la base d’un « Mémorandum maghrébin ».
En avril 1956, il ouvre et dirige le bureau de la délégation du Front de libération nationale (FLN) à New York. En septembre 1956, le problème algérien est inscrit à l’ordre du jour de l’Assemblée générale des Nations unies. Ce qui provoque le retrait retentissant de la délégation française, présidée par le président du Conseil Antoine Pinay.
En octobre 1956, Aït Ahmed est arrêté par les autorités françaises, en compagnie de Mohamed Boudiaf, Mohamed Khider, Ahmed Ben Bella et Mostefa Lacheraf, dans l’avion qui les conduisait du Maroc à Tunis où devait se tenir une conférence maghrébine de la Paix.
Tout au long de sa détention, Aït Ahmed communique avec les dirigeants du FLN. Dans la plus importante de ces communications, Aït Ahmed en appelle avec urgence à la création d’un gouvernement provisoire en exil. Il considère que cette initiative peut contribuer à résorber la crise interne suscitée par des responsables qui s’opposent au congrès de la Soummam (tenu en août 1956), et préparent un congrès antagoniste.

### Dans l'Algérie indépendante

#### Engagement pour les libertés démocratiques
Membre du Conseil national de la Révolution algérienne (CNRA) et du gouvernement provisoire de la République algérienne (GPRA), Hocine Aït Ahmed, dès sa libération, en 1962, prend une position ferme contre la violence de l’État-major des frontières. Il met en garde les notables politiques contre un processus de crise qui risque de dégénérer en guerre civile.
Il dénonce le groupe de Tlemcen et le groupe Tizi Ouzou. Il appelle les forces d’avant-garde – femmes, syndicats, étudiants etc. – pour faire barrage aux affrontements autodestructeurs. Les grandes manifestations populaires au cri de « Sabaʿa snin barakat ! » (« Sept ans, ça suffit ! ») avaient pu interrompre momentanément ces violences. 
Élu membre FLN de Sétif de l'Assemblée nationale constituante (ANC) – sur une liste unique de candidats dont il dénonce le principe –, il accepte néanmoins d’y siéger pour un double objectif. Premièrement s’efforcer de promouvoir à partir de cette institution une vie politique avec des débats publics en y associant la société. Deuxièmement veiller à ce que la commission chargée d’élaborer la constitution au sein de l’ANC termine son projet de constitution et le soumette aux débats libres et démocratiques des « élus » de la nation. Il fallait que l’ANC adopte le projet de constitution dans les délais légaux afin de le soumettre au corps électoral par voie référendaire.

#### Création du FFS, et avènement d'un maquis FFS en Kabylie
La rédaction d'une Constitution dans un cinéma à Alger a dessaisi l'Assemblée nationale constituante de sa prérogative essentielle qui est de fonder les bases d’un État de droit. Aït Ahmed ne s’est pas contenté de démissionner avec quelques députés dont le président de l'Assemblée Ferhat Abbas. Il profite de la campagne publique qu’il mène contre le « coup de force constitutionnel » pour créer le Front des forces socialistes (FFS) le 23 septembre 1963.
Les « Blitz Operationen », les opérations éclair déclenchées par l’Armée et la police politique, visent à prévenir l’enracinement d’une opposition démocratique au sein de la population. La répression qui s'est abattue sur la Kabylie n’a pas épargné les militants politiques actifs sur l’ensemble du pays avec pour but de présenter le FFS comme un mouvement séparatiste.
La résistance s'est organisée spontanément  contre la terreur des troupes militaro-policières. L’influence modératrice du FFS au sein de la population a empêché des dérives terroristes et renforcé le capital politique de ce parti. Événement totalement inédit dans l'histoire des résistances, Hocine Aït Ahmed a ordonné à ses partisans de ne tirer sur les soldats de l’ANP qu'en dernier recours, pour se défendre et protéger les civils. 

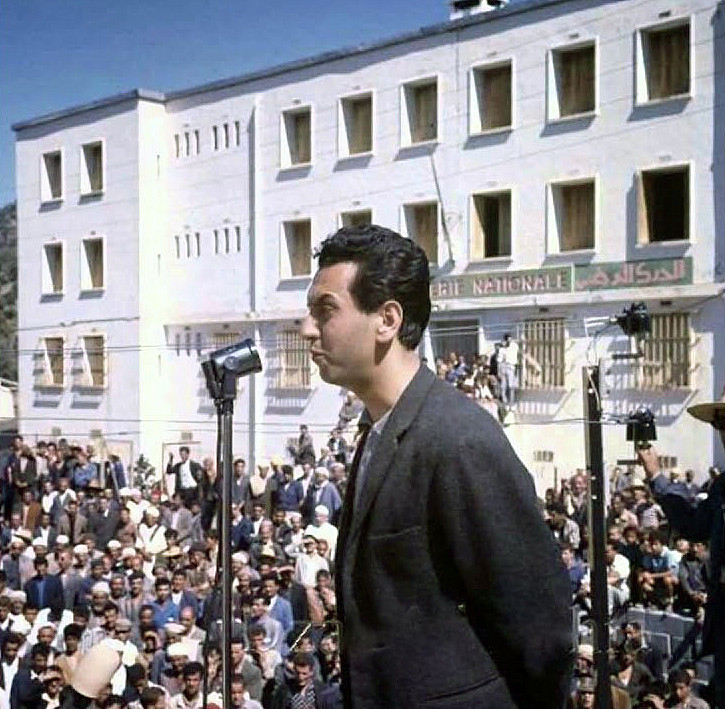
Hocine Aït Ahmed en Kabylie, Algérie, 1963, lors d'une tentative de soulèvement contre Ahmed Ben Bella.

Cet 'épisode de résistance politique et militaire sera conduit par Aït Ahmed et durant quelques semaines le colonel Mohand Oulhadj. Mohand Oulhadj se réconciliera par la suite avec Ben Bella à l'occasion d'un conflit territorial opposant l'Algérie et le Maroc en octobre 1963. Le bilan de la répression féroce des troupes du colonel Boumédienne s'élève à plus de 400 morts dans les rangs du FFS. Arrêté en octobre 1964, Hocine Aït Ahmed est jugé (il assure sa propre défense), condamné à mort, puis gracié. Il est ensuite déporté à la prison de Lambèse (Aurès), puis à La Santé (Alger).  
Malgré ce revers pour le FFS, le président Ahmed Ben Bella constate l'échec de la stratégie du chef d’état-major Houari Boumédiène et de sa police politique à porter un coup d'arrêt à ce mouvement de résistance, il décide donc d'entrer dans un processus de négociation.
À la suite de négociations menées à l’étranger, le FLN (Parti unique) et le FFS parviennent à un accord, qui sera rendu public par la presse nationale le 16 juin 1965. Trois jours plus tard (le 19 juin 1965), le coup d'État perpétré par Boumediene met fin à toute possibilité de pluralisme politique pour sauvegarder l'orthodoxie de la pensée unique.

### Exil et combat pour une démocratie en Algérie
Le 1er mai 1966, Aït Ahmed s’évade de la prison d'El-Harrach, et se réfugie en Suisse. Il n'a de cesse de militer pour la promotion et la défense des droits de l’homme et pour l’unité du Maghreb. Il obtient sa licence en droit à l'université de Lausanne en Suisse. Puis, il soutient une thèse de doctorat à l'université Nancy-II en 1975, sur Les Droits de l'homme dans la Charte et la pratique de l'OUA.

#### Chef de file de l'opposition politique au pouvoir algérien
À l’occasion du « printemps berbère » (1980), il joue avec le FFS un rôle modérateur d'encadrement politique des militants afin d’empêcher l’irruption de la violence et d'inscrire la revendication linguistique et culturelle dans l’exigence du pluralisme politique, à l'intérieur de la nation algérienne. Le 16 décembre 1985, il lance avec Ahmed Ben Bella, depuis Londres, un appel au peuple algérien pour l’instauration de la démocratie et le respect des droits de l’homme. Les deux anciens du FLN font de la restitution au peuple algérien de son droit à l’autodétermination la pierre angulaire d’une « alternative démocratique ».

#### Assassinat politique de Ali Mecili
Le 7 avril 1987, à Paris, Ali Mécili, avocat au barreau de Paris, figure marquante de l'opposition démocratique au régime d'Alger, bras droit de Hocine Aït Ahmed, est assassiné. Deux mois plus tard, la police française arrête le tueur présumé, un petit truand algérien aux ordres de la Sécurité militaire, les services secrets de l'armée algérienne. Mais au lieu d'être remis à la justice, il est réexpédié à Alger.

### Retour d'exil et reconnaissance du parti FFS

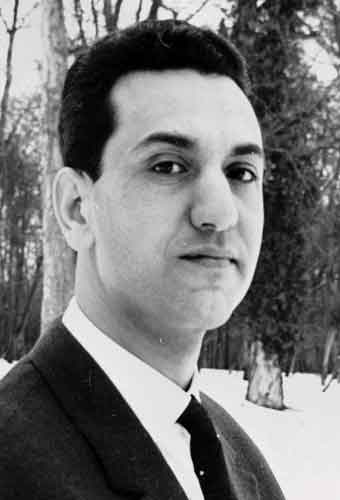
Portrait de Ait Ahmed en 1958

Après 23 ans d'exil, Aït Ahmed rentre en Algérie en décembre 1989. Après moult péripéties, le FFS est finalement reconnu. À l’occasion de l’annulation du premier tour des élections législatives de 1991, Aït Ahmed met en garde contre le danger de voir les armes prendre le pas sur les urnes. Son parti organise, le 2 janvier 1992, la plus grande manifestation que la capitale ait connue depuis l’indépendance, avec pour credo « Ni État policier, ni République intégriste ». 
En juin 1992, une semaine avant l’assassinat de Mohamed Boudiaf, Aït Ahmed propose une conférence nationale destinée à promouvoir une sortie de crise sur le modèle sud-africain.
Après l’assassinat de Boudiaf, le climat de terreur et le verrouillage total de la vie publique s'aggravant, Aït Ahmed préfère s'exiler pour continuer à mener son combat. En 1995, Aït Ahmed signe à Rome, avec les représentants de six autres formations et des personnalités politiques, la plate-forme de Sant'Egidio pour la sortie de crise et pour le retour à la paix.
Les signataires du « Contrat national » dit de Rome s'entendent sur un contrat politique constitué d'un ensemble d’engagements dont les plus importants sont l’alternance au pouvoir, la liberté de culte, la primauté de la loi légitime sur tout autre loi issue d'assemblées non élues légitimement, l’égalité des citoyens sans distinction d’aucune sorte, l’accession au pouvoir par des moyens pacifiques, le rejet de la violence pour se maintenir au pouvoir ou pour y parvenir.

### Candidature avortée pour la présidence de l'Algérie: 1999
Le 2 février 1999, il est de nouveau en Algérie. Sa candidature à l’élection présidentielle est annoncée trois jours plus tard. Après une campagne électorale, menée à travers tout le pays, il se retire, le 14 avril, veille du scrutin, en compagnie de tous les autres candidats, pour dénoncer la fraude qui a déjà commencé et qui intronisera un président mal élu. Abdelaziz Bouteflika sera élu avec une forte majorité.
Victime d’un infarctus, Aït Ahmed est transféré en Suisse à l’hôpital de Lausanne pour y être opéré. Après sa convalescence, il a repris toutes ses activités au sein du FFS.
Aït Ahmed poursuit son combat politique pour contribuer à sortir l’Algérie de l'« omerta internationale » dont est victime le peuple algérien.  Il continue en effet à assumer ses responsabilités sur deux fronts:
- à travers ses contacts et ses voyages à l’étranger, il poursuit son travail diplomatique pour aider à sortir l’Algérie de l’omerta internationale ;
- sur le plan intérieur, il continue son combat pour une solution politique. Il participe étroitement à la direction du FFS dans le cadre de ses prérogatives, il veille sur les traditions du débat démocratique pour que la base militante joue son rôle moteur aussi bien à l’intérieur qu’en direction de la société.

### Mort et reconnaissance posthume
Le 23 décembre 2015, Hocine Aït Ahmed meurt à Lausanne, en Suisse, à l'âge de 89 ans. Il est enterré le 1er janvier dans son village natal, conformément à ses dernières volontés, ses funérailles rassemblant près d'un million de personnes. Il était le dernier membre encore en vie des neuf « fils de la Toussaint », les chefs ayant déclenché la guerre d'Algérie,. Le 22 février 2023, le stade de la JS Kabylie porte le nom de Hocine Aït Ahmed.

## Publications
- 1964 : La Guerre et l'après-guerre (essai), Bouchene, réédition 2004  (ISBN 291294693X).
- 1964 : L'Afro-fascisme (essai), L'Harmattan, réédition 2000  (ISBN 285802144-9).
- 1983 : Mémoires d'un combattant, l'esprit d'indépendance, 1942-1952 (mémoires), Messinger, Paris, 1983  (ISBN 2865830349).
- 1989 : L’Affaire Mécili (biographie), La Découverte, Paris, réédition 2007  (ISBN 2707151343).